# (1655) Comas Solá
(1655) Comas Solá – planetoida z grupy pasa głównego asteroid okrążająca Słońce w ciągu 4 lat i 236 dni w średniej odległości 2,78 au. Została odkryta 28 listopada 1929 roku w Observatorio Fabra w Barcelonie przez Josepa Solę. Nazwa planetoidy pochodzi od nazwiska odkrywcy. Przed nadaniem nazwy planetoida nosiła oznaczenie tymczasowe (1655) 1929 WG.